# Comedians in Cars Getting Coffee
 (janvier 2025).
Comedians in Cars Getting Coffee est une web-série américaine créée par Jerry Seinfeld et diffusée depuis le 19 juillet 2012 sur Crackle. La dixième saison sera diffusée sur Netflix à partir de 2017.

## Formule éditoriale
Jerry Seinfeld sélectionne une voiture de collection en fonction de la personnalité qu'il reçoit - lors de l'épisode avec Gad Elmaleh Jerry Seinfeld présente une Citroën 2 CV -  suivi par un café où les deux protagonistes discutent de la vie de l'invité.